# Sulfoacetaldeide acetiltransferasi
La sulfoacetaldeide acetiltransferasi è un enzima appartenente alla classe delle transferasi, che catalizza la seguente reazione:
acetil fosfato + solfito ⇄ 2-sulfoacetaldeide + 3-fosfato
La reazione avviene nella direzione inversa rispetto a quella mostrata sopra. Ha bisogno di Mg2+.